# Germanism (ideologi)
Germanismen utgick från en allmän europeisk idéströmning, och fattas som en ras- och kulturform. 

## Storbritannien
Den var stark i bland annat Tyskland, Sverige men även i Storbritannien, fastän den antog andra former där. Gemensamt för det tyska och engelska samt svenska tänkandet var den skarpa uppdelningen av folk och raser i dem som hade förmågan att styra sig själva eller ägde "statsformande förmåga" och i dem som, i avsaknad av denna förmåga, måste styras av andra. Om detta talade till exempel lord Balfour i underhuset 1910 och lord Cromer skrev 1908 att "Det finns västerlänningar och det finns orientaler. De förra dominerar; de senare måste bli dominerade."
Innan första världskriget var rivaliteten mellan stormakterna stor. Efter 1891 var Storbritannien den enda stormakt som ej anslutit sig till någon allianssystem ("splendid isolation"). Allians med Frankrike och Ryssland var osannolik. Även politiska gräl med Tyskland förekom, men många tyskar och britter ansåg att en "naturlig allians" förenade de utvecklade, rasmässigt besläktade tyska och anglosaxiska folken. Men de goda relationerna från 1700-talets mitt hade ersatts av rivaliteter.
- Ekonomisk sedan 1890-talet
- Wilhelm II:s taktlösa uttalanden
- Tysklands strävan att skaffa sig kolonier
- Flottupprustningen efter 1900
  - Sympatierna med britternas motpart i boerkriget (1899-1902)

Bitterheten mot England var stor efter dess anslutning till ententen. Engelsmännen betraktades som rasförrädare. "Hassgesang gegen England" uttrycker detta förhållande.

## Tyskland
I Tyskland omhuldades germanismen bl.a. i Alldeutscher Verband, av Grossraums-geografen, Rysslandskännaren och tjänstemannen vid det tyska utrikesministeriet Paul Rohrbach. Ett centralt begrepp är Mitteleuropa. 
Germanismen har en idémässig pelare i Wilhelm Ostwalds tankegods. Han förfäktade idén om ett "baltiskt kejsardöme" [källa behövs] bestående av Sverige, Finland, Baltikum, Danmark och Norge, vilken skulle ansluta sig till den tysk-österrikisk-italienska trippelalliansen. Rikskanslern Theobald von Bethmann Hollweg godkände i september 1914 en ekonomisk Mitteleuropa-plan, vilken ställde i utsikt Polens och Bosniens införlivande med Tyskland och Österrike-Ungern, och Sveriges och Norges anslutning. Under 1915 förespråkades i Sverige av den svenska aktivismen "modig uppslutning på Tysklands sida" med argumentation som var fotad i germanismen.
Det fanns även ett Liga der Fremdvölker Russlands, ett förbund som ställde i utsikt att befria ofria folk under det ryska oket, och som därmed användes som slagträ mot Ryssland.
I germanismen ingick ett kulturkampsperspektiv: Kampen mellan den germanska kulturen och det slaviska barbariet.
Germanismen bland den svenskspråkiga intelligentian i Finland bidrog starkt till att Finland accepterade tanken på att det kejserliga Tyskland i framtiden skulle utgöra en skyddsmakt. Jägarrörelsens upprinnelse kan delvis sökas i tankegods som var centrala inom germanismen: mandoms-, idrotts- och rasideal samt förhoppningar om en aktiv insats i livet. Denna aktiva insats kunde få sitt bästa uttryck i kriget, germanernas egentliga livsstil.